# Tombolo (Włochy)
Tombolo – miejscowość i gmina we Włoszech, w regionie Wenecja Euganejska, w prowincji Padwa.
Według danych na rok 2004 gminę zamieszkiwało 6925 osób, 629,5 os./km².